# Epidendrum miradoranum
Epidendrum miradoranum är en orkidéart som beskrevs av Dodson och David Edward Bennett. Epidendrum miradoranum ingår i släktet Epidendrum och familjen orkidéer. Inga underarter finns listade i Catalogue of Life.